# Ґомі (Каспський муніципалітет)
Ґомі (груз. გომი) — село в Грузії.
За даними перепису населення 2014 року в селі проживає 884 особи.